# Scheloribates distinctus
Scheloribates distinctus är en kvalsterart som beskrevs av Mihelcic 1964. Scheloribates distinctus ingår i släktet Scheloribates och familjen Scheloribatidae. Inga underarter finns listade i Catalogue of Life.